# 정운용
정운용 (鄭雲用) (1904년 ~ 1963년 10월24일 )은 조흥은행 2대행장으로  일본 식민통치에서 해방된 이후  최초의 한국인 행장이었다.  그는 경상합동은행 취체역(이사),  경상합동은행 두취 (행장),한성은행 상무취체역(상무이사) 등을 거쳐  1945년 11월 조흥은행 행장에 올랐다.

## 생애
정운용은 대구 부호이자 민족자본은행의 개척자인 정재학의 장손으로 태어났다. 그의 모친 김인아는 정운용이 중학생이었던 1918년 타계했고 부친인 정응원마저 1933년 서거한 뒤  정재학 조부 밑에서 자랐다.   정재학은 3남인 정종원과 장손인 정운용을 각별히 여겨  니혼대학 법학과, 메이지대학  법학과로 유학을 보낸 뒤 3남에게는 관료로 활동하도록 했고 맏손자에게는 은행경영 노하우를 전수했다.
정운용은 1938년 24세의 나이에 경상합동은행 취체역(이사)에 선임됐다. 조부인 정재학 경상합동은행 두취(행장)이 은행경영권을 손자에게 넘겨주기 위한 포석이었다.  또한 동일은행 최대주주였던 민대식 등 황실외척이었던 민씨가문에 의한 경영권 장악 기도는 물론  대구상공은행을 운영하던 오구라 다케노스케(小倉武之助)의 경영권 탈취시도와 맞서기 위한 준비 작업이었다.
정운용은 조부 밑에서 은행경영 노하우를 습득한 뒤  1940년 조부의 타계 직후 경상합동은행 두취(행장)에 선임됐다. 하지만 일본 총독부는 1941년 경상합동은행을 수도권은행인 한성은행에 흡수 합병하다. 이때 그는 경상합합동은행 두취 경력을 인정받아 한성은행 상무취체역(상무이사)에 임명됐다.  1943년 동일은행과 한성은행이 합병돼 출범한 조흥은행에서도 전무취체역(전문이사)을 맡았다.
마침내 1945년 해방을 맞아 미 군정시대가 열리면서 조흥은행 일본인 임원들이 한국을 떠났다. 정운용은 미군정에 의해  1945년 11월 해방 후 첫 한국인 조흥은행장(2대)로 선임됐다.  불과 41세의 나이에 국내 최고 민간은행의 수장이 됐다.

## 가족관계
정운용은 대구은행과 경상합동은행 등에서 27년간 최고경영자였던 정재학의 맏손자다.
정종원 제5대 조흥은행장은 그의 삼촌이고  한평생 외교관을 지낸 정운철, 기업가이자 하와이 오하나 퍼시픽 은행 초대 이사장을 역임한 정운익과 사촌이다.
정운용은 조부인 정재학 대구은행장, 경상합동은행장 그리고 삼촌인 정종원 조흥은행장과 더불어 3대에 걸친 정씨 가문 은행장 배출이란 진기록을 남겼다.  정씨 가문의 3명 행장 재임기간을 합치면 34년에 이른다.
정운용은 1921년 여름 서귀조와 결혼하여 1923년에 장녀 연수(蓮洙)를 낳고 행복한 결혼생활을 보냈다. 그러나 1930년 그의 아내는 7세의 여야를 두고 사망했다.  정운용은 다음 해인 1931년 김분조와 결혼했다.

## 중앙은행 선정 불발
정운용 조흥은행장은 미 군정청 찰스 J. 고든 재무부장(중령)과 친밀한 관계였다.  해방 후 중앙은행이 정해지지 않은 상태여서 조흥은행은 강력한 중앙은행 후보로 꼽혔다.  조흥은행은 민족자본비중이 절반을 넘은데다 일본자본의 침투가 가장 적었다. 하지만 1946년 광복1주년을 맞이하여 미 군정청 내각 전원이 한국인으로 채워진다. 찰스 J. 고든 재무부장이 본국으로 돌아갔고 윤호병이 신임 재무부장으로 선임됐다.  조흥은행 대신 조선은행이 중앙은행으로 선정됐다.  정운용 행장 역시 1947년 10월 군정장관의 명령에 의거 행장에서 물러났다.

## 조흥은행 지분 경쟁
대구은행 설립자 정재학의 후손인 정종원(3남)과 정운용(장손)은 1957년 무렵 조흥은행의 주도권을 두고 동일은행계의  대주주였던 조선황실 외척인 민씨가문과 맞대결을 피할 수 없게 됐다. 조흥은행은  일제 말 동일은행과 경상합동은행을 흡수한 한성은행이 합병해 탄생한 은행이다.  따라서 양대 대주주인 경상합동은행 -  대구은행)계 정씨 집안과 동일은행계 민씨 집안 가운데 어느 쪽이 주도권을 잡느냐가 관심사였다.
정재학의 3남 정종원이 조흥은행장으로 재직하던 1957년 3월말 실시 된 귀속주입찰에서 민씨 가문은 민덕기를 중심으로 계성(주), 휘문재단, 영보합명회사 및 민병도 당시 조흥은행 전무 등의 지분을 합쳐,   7만8000 주를 확보하며 4만6000 주에 그친 정종원, 정운용 가문을 압도했다.  그러나 민씨 가문의 주력 기업이었던 조선맥주의 경영악화로 인해 민씨가문은 조흥은행 주식을 팔아 긴급자금을 마련해야 했다. 민씨 가문은 1957년 하반기부터 1958년 상반기까지 조흥은행 주식을 대거 처분한다.  조흥은행에서 소수주주로 전락해버렸다. 그럼에도 불구  조선맥주은 주세체납 등으로 은행관리로 넘어갔다.
앞서 민씨 가문은 일제 강점기 당시 조흥은행 대표취체역(대표이사)으로 민규식을 배출했다.  그러나 일본인 행장이 따로 있었고 실권은 없는 자리였다.  이어 해방 후 초대 한국인 조흥은행장은 정재학의 손자인 정운용이 맡았고 정재학의 3남인 정종원이 5대 행장을 역임했다.

## 항일투사 가문과 결혼
정재학의 손자이자 해방 후 처음으로 한국인으로서 2대 조흥은행장에 오른 정운용은 첫 아내와 사별한 뒤  김분조와 재혼했다. 김분조의 부친 김진만은 1915년 대구를 떠들썩하게 했던 ‘대한광복단 대구권총사건'의 핵심인물이었다.  김진만은 대한광복회 단원으로 대구의 부호들을 대상으로 독립운동 자금을 확보하기 위한 활동을 펼치는 가운데 대구 지역 부호였던 장인 서우순의 집을 찾아가 설득했다.  그러나 실패한 뒤 도피하다 반항하는 하인 우도길에 총상을 입혔다.  결국  일본 경찰에 체포돼 13년간의 옥고를 치렀다.
김진만의 손자 김일식 역시 1920~1930년대 대구 지역 학생운동을 주도했다.   당시 김진만과 함께 서우순 자택에 침입했던 광복단원들 가운데 정재학과 먼 친척관계인 정운일(鄭雲馹)도 있었다. 정운일 역시 검거돼 10년형을 선고받아 7년간 옥고를 치렀다.  그는 광복 후  미군정 경상북도 상임고문과 반민특위 경북 도위원장을 역임했고 건국포장과 애국장을 추서 받았다.